# BACK-UP!
『BACK-UP!』（バックアップ）は、2001年4月11日から2002年8月26日までフジテレビで放送されたバラエティ番組である。2002年3月27日までは毎週水曜 25:25 - 25:55に放送。同年4月以降は『NEW GENERATION』枠内で不定期放送。

## 概要
毎週若手芸人やパフォーマーに芸を披露させ、その中から半年後に『森田一義アワー 笑っていいとも!』に出演できるような芸人を発掘するという内容の深夜番組。

## 出演者

### レギュラー
- おすぎ
- ピーコ
- 岸田健作
- 菊間千乃（当時フジテレビアナウンサー、『いいとも!』元レギュラー）

### 出演経験がある芸人
- 三瓶 - この番組で一躍全国区に進出。番組で三瓶スペシャルが放送されたこともある。
- 安田大サーカス
- 飛石連休
- ランディーズ
- 劇団ひとり
- オジンオズボーン
- スピードワゴン
- さくらんぼブービー
- アメリカザリガニ
- テント
- バーレスクエンジン（バンド）
- Bコース
- プラスドライバー
- G★MENS
- 田上よしえ
- ニブンノゴ!
- エルシャラカーニ

## スタッフ
- 構成：高須光聖、鈴木おさむ、佐藤修
- スーパーバイザー：谷口秀一
- 音楽：小西康陽
- 写真：飯田かずな
- タイトル：ロッキン・ジュリービーン
- A&R：大井達朗、伯田ひろ志
- 技術：共同テレビ
  - TD：佐々木信一
  - SW：上村克志
  - CAM：寺本和美
  - VE：竹内貴志
  - AUD：斉藤哲史
- 照明：土倉潤一（FLT）
- 美術制作：行武直高（フジテレビ）
- デザイン：深井誠之（フジテレビ）
- 美術進行：大野恭一郎
- 大道具：小林秀二
- アクリル：岩切盛浩
- 生花装飾：藤生由紀
- 編集：御代田祥一・神保和則（パッチワーク）
- MA：柳智隆（パッチワーク）
- 音響効果：小堀一（OKK）
- TK：水越理恵
- 編成：金井卓也、小中ももこ（共にフジテレビ）
- 広報：川口誠（フジテレビ）
- 連絡：小林琴美
- 制作協力：田辺エージェンシー
- 企画：前田猛
- 制作プロデューサー：及川俊明（オイコーポレーション）、坪田譲治（フジテレビ）、伊戸川俊伸、印田弘幸（2人共オイコーポレーション）、石井浩二、亀高美智子、吉澤聡史、金子傑、清水泰貴（以上フジテレビ）
- アドバイザー：原田冬彦（フジテレビ）
- AP：北口富紀子（フジテレビ）
- GP：佐藤義和（フジテレビ）
- FD：熊澤美麗、西村宗範（フジテレビ）、山下泰樹
- ディレクター：濱野貴敏（フジテレビ）、河井二郎（共同テレビ）
- 演出：黒木彰一（フジテレビ）
- プロデューサー：荒井昭博（フジテレビ）
- 制作：フジテレビ制作センター
- 制作著作：フジテレビ